# Tropobracon shafeei
Tropobracon shafeei är en stekelart som beskrevs av Haider 2004. Tropobracon shafeei ingår i släktet Tropobracon och familjen bracksteklar. Inga underarter finns listade i Catalogue of Life.